# Siemiradz (województwo lubuskie)
Siemiradz (niem. Neudorf) – wieś w Polsce położona w województwie lubuskim, w powiecie żarskim, w gminie Trzebiel.
W latach 1975–1998 miejscowość należała administracyjnie do województwa zielonogórskiego.